# Vandans
Vandans è un comune austriaco di 2 610 abitanti nel distretto di Bludenz, nel Vorarlberg. Tra il 1943 e il 1947 ha accorpato il comune di Sankt Anton im Montafon.